# Anchen Dreyer
Pour les articles homonymes, voir Dreyer.
Anchen Margaretha Dreyer, née le 27 mars 1952 à Pretoria en Afrique du Sud, est une personnalité  politique sud-africaine, député de l'Alliance démocratique, parti d'opposition et ancienne présidente du caucus de l'Alliance démocratique à l'Assemblée nationale. Avant d'être élue, sans opposition, à ce poste, le 26 mai 2014, elle a d'abord été ministre fantôme des Entreprises publiques, puis ministre fantôme des Travaux publics.